# The Crucible
The Crucible je studiové album americké saxofonisty Johna Zorna. Jde o čtvrté album, na kterém hraje jeho projekt Moonchild Trio, skládající-se z Mike Pattona, Joey Barona a Trevora Dunna. Mimo ně zde hraje ještě Marc Ribot a Zorn na altsaxofon. Album vyšlo v listopadu 2008 u vydavatelství Tzadik Records.

## Seznam skladeb
Autorem všech skladeb je John Zorn.
| Pořadí         | Název          | Délka |
| -------------- | -------------- | ----- |
| 1.             | Almadel        | 7:10  |
| 2.             | Shapeshifting  | 3:19  |
| 3.             | Maleficia      | 8:13  |
| 4.             | 9x9            | 5:37  |
| 5.             | Hobgoblin      | 2:54  |
| 6.             | Incubi         | 7:44  |
| 7.             | Witchfinder    | 3:44  |
| 8.             | The Initiate   | 5:41  |
| Celková délka: | Celková délka: | 44:22 |

## Obsazení
- John Zorn – altsaxofon
- Joey Baron – bicí
- Trevor Dunn – baskytara
- Mike Patton – hlas
- Marc Ribot – kytara